# Minneapolis (Kansas)
Minneapolis és una població dels Estats Units a l'estat de Kansas. Segons el cens del 2000 tenia 2.046 habitants.

## Demografia
Segons el cens del 2000, Minneapolis tenia 2.046 habitants, 810 habitatges, i 512 famílies. La densitat de població era de 454 habitants/km².
Dels 810 habitatges en un 29,6% hi vivien nens de menys de 18 anys, en un 53,1% hi vivien parelles casades, en un 8% dones solteres, i en un 36,7% no eren unitats familiars. En el 33,3% dels habitatges hi vivien persones soles el 18,9% de les quals corresponia a persones de 65 anys o més que vivien soles. El nombre mitjà de persones vivint en cada habitatge era de 2,29 i el nombre mitjà de persones que vivien en cada família era de 2,92.
Per edats la població es repartia de la següent manera: un 22,9% tenia menys de 18 anys, un 7,5% entre 18 i 24, un 25% entre 25 i 44, un 21,5% de 45 a 60 i un 23,1% 65 anys o més.
L'edat mediana era de 41 anys. Per cada 100 dones de 18 o més anys hi havia 88,2 homes.
La renda mediana per habitatge era de 34.792 $ i la renda mediana per família de 43.750 $. Els homes tenien una renda mediana de 29.028 $ mentre que les dones 21.174 $. La renda per capita de la població era de 17.628 $. Entorn del 3,7% de les famílies i el 9,7% de la població estaven per davall del llindar de pobresa.

## Poblacions més properes
El següent diagrama mostra les poblacions més properes.